# 帕維烏·達維多維奇
帕維烏·馬雷克·達維多維奇（波蘭語：Paweł Marek Dawidowicz；1995年5月20日—）是一位波蘭足球運動員。在場上的位置是防守型中場。他現在效力於意甲球隊維羅納。他也代表波蘭國家足球隊參賽。

## 外部連結
- 帕維烏·達維多維奇於ForaDeJogo的個人資料
- Soccerway資料庫：帕維烏·達維多維奇
- 帕維烏·達維多維奇在 National-Football-Teams.com 上的出场纪录